# Karabinek Vektor R4
R4 – południowoafrykański karabinek automatyczny wprowadzony w roku 1980 na uzbrojenie South African Army. Broń zastąpiła karabin R1, który był wariantem FN FAL. R4 w części bazował na izraelskim karabinku Galil, który z kolei bazował na fińskim Rk 62 – modyfikacji AK.
Wytwarzany przez Lyttleton Engineering Works (LIW), obecnie Vektor Arms, oddział koncernu Denel.

## Warianty

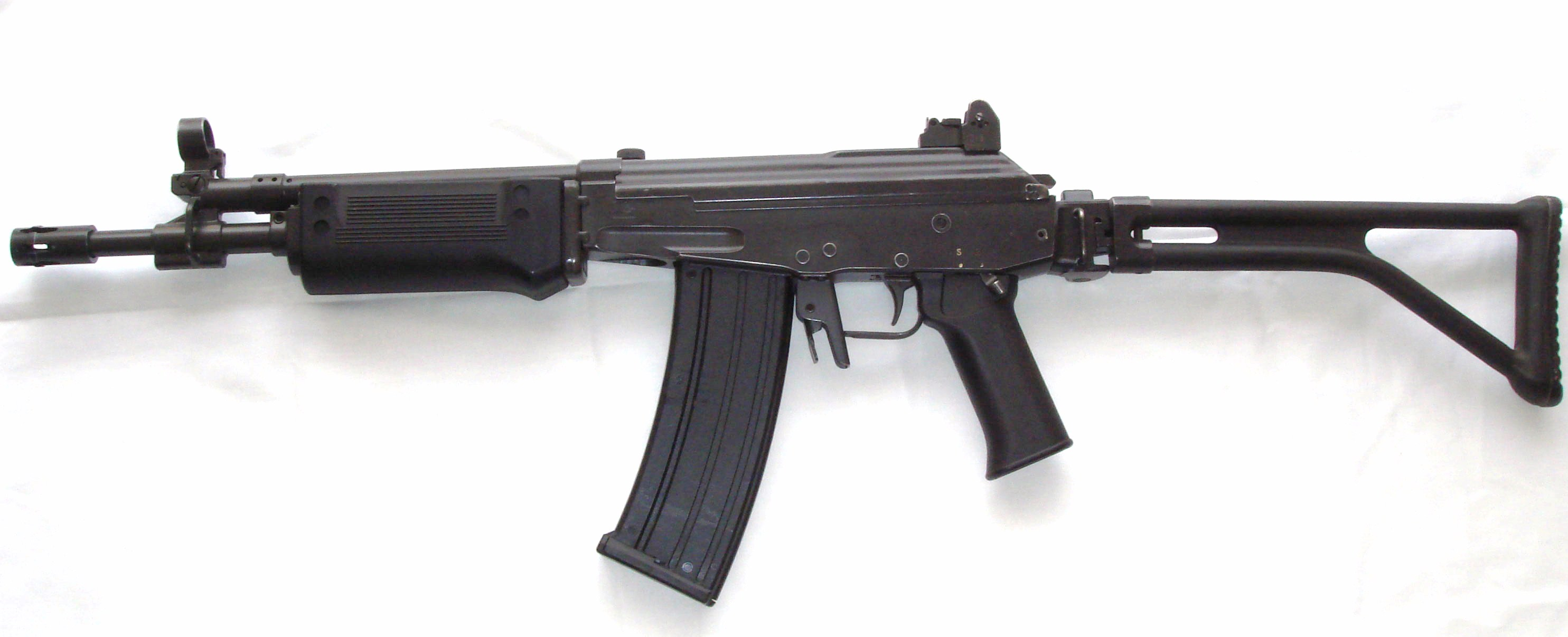
Vektor LM5

Broń produkowana jest w następujących wariantach:
- R4
- R5 – karabinek
- R6 – subkarabinek

Oraz ich samopowtarzalnych wersjach:
- LM4
- LM5
- LM6